# Joe Saenz
Jose Luis "Joe" Saenz (Los Angeles, 4 de agosto de 1975) é um gangster e ex-foragido norte-americano, acusado de quatro homicídios, estupro, sequestro, violação de liberdade e voo ilegal. Em 19 de outubro de 2019, entrou para a lista dos dez foragidos mais procurados pelo FBI. Em 22 de novembro de 2012, foi encontrado e preso em Guadalajara, no México, pela Polícia Federal Preventiva.